# Erico I de Dinamarca
Erico I Eigod (el Bueno)  fue rey de Dinamarca de 1095 a 1103.
Quinto hijo de Svend II, nació aproximadamente en 1056. Fue nombrado duque de Sjaelland en 1080 tras la muerte de su hermano Harald III y, tras el fallecimiento de su hermano, Olaf I, fue nombrado rey en 1095.
Profundamente religioso, obtuvo la canonización de su hermano Canuto IV. Visitó los santuarios románicos y murió en Pafos, en la isla de Chipre, el 10 de julio de 1103, cuando se dirigía en Peregrinación a Jerusalén.
Se casó con Bothild Thorgunnsdatter, con la que tuvo un hijo:
- Canuto Lavard

Tuvo otros hijos naturales con varias concubinas desconocidas:
- Harald Kesja, regente de Dinamarca de 1102 a 1103, fue ejecutado en 1135
- Ragnhild, casada con Haakon Sunnivasson y madre de Erico III
- Erico II
- Benedikt